# Касони (Ређо Емилија)
Касони је насеље у Италији у округу Ређо Емилија, региону Емилија-Ромања.
Према процени из 2011. у насељу је живело 497 становника. Насеље се налази на надморској висини од 20 м.